# 史蒂芬妮·沃格勒
史蒂芬妮·沃格勒（英語：Stefanie Vögele，1990年3月10日—）是瑞士职业网球女运动员，2006年轉職業。她的WTA生涯最高單打排名為第47（2013年8月19日）。

## 外部連結
- 史蒂芬妮·沃格勒的国际女子网球协会官方資料（英文）
- 史蒂芬妮·沃格勒的國際網球總會 職業／青少年 官方資料（英文）
- Fed Cup - Player profile - Stefanie VOEGELE (SUI)（页面存档备份，存于）